# Aulacus brevicaudus
Aulacus brevicaudus är en stekelart som först beskrevs av Joseph Augustine Cushman 1929.  Aulacus brevicaudus ingår i släktet Aulacus och familjen vedlarvsteklar. Inga underarter finns listade.